# Prince Rupert
Prince Rupert és una ciutat portuària de la província de la Colúmbia Britànica, Canadà. Es troba a Kaien Island, Prince Rupert és un centre de comunicacions per terra, aire i aigua. El 2011 tenia 12.508 habitants.

## Història

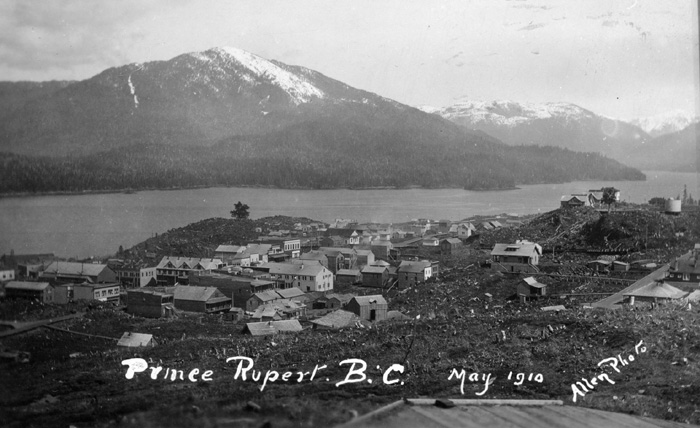
Prince Rupert, maig de 1910.

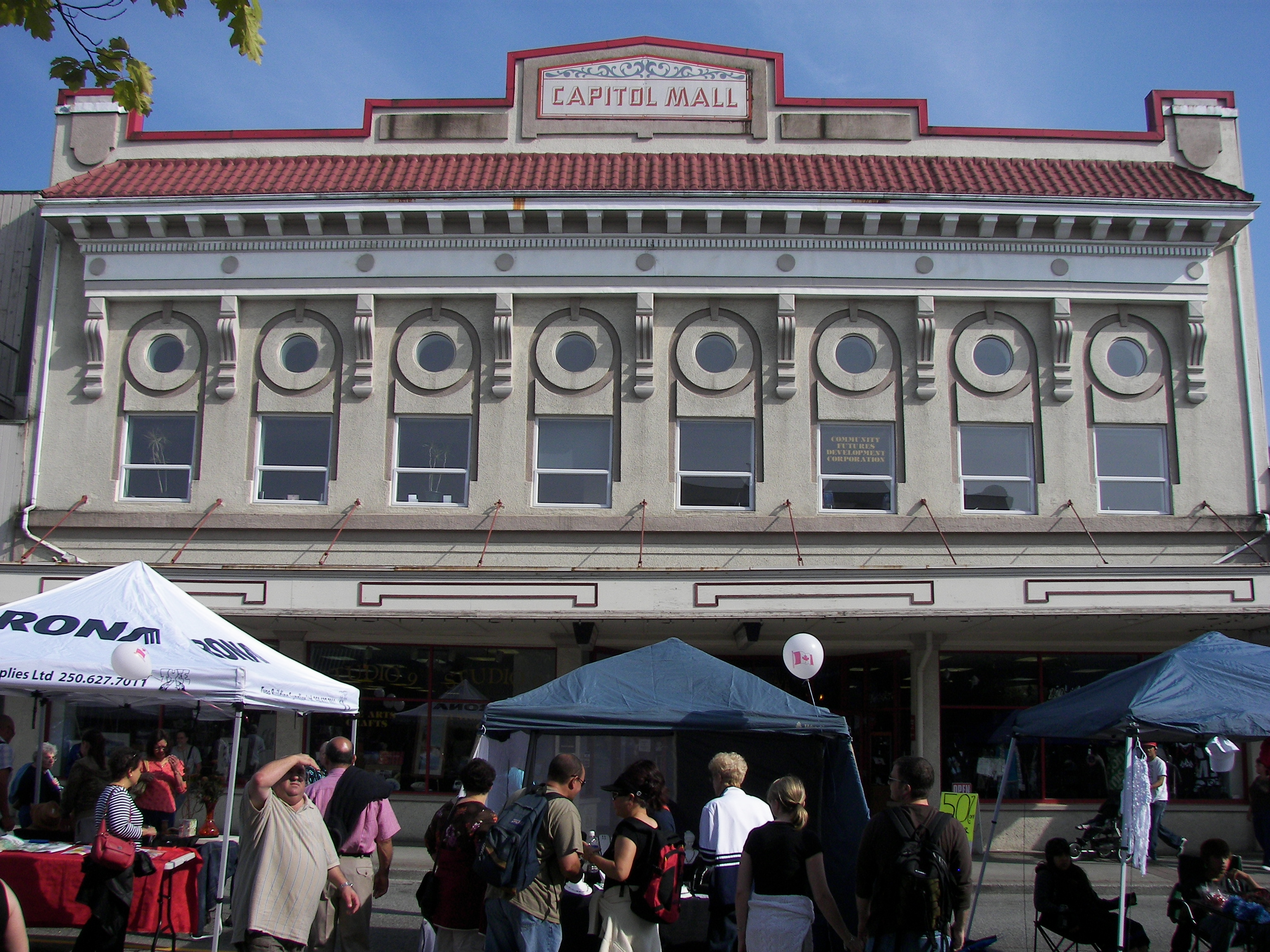
Capitol Theatre construït el 1928.

Prince Rupert va ser incorporat el 10 de març de 1910. Rep el nom en honor de Prince Rupert of the Rhine, el primer governador de la Hudson's Bay Company.
Charles Melville Hays, president de la Grand Trunk Railway, va tenir idees per desenvolupar aquesta població però va morir al RMS Titanic l'abril de 1912.

### Clima
Prince Rupert té un clima oceànic (Köppen:Cfb) i és la ciutat més plujosa del Canadà. La seva temperatura mitjana anual és de 7,5 °C. Gener té 2,4 °C i juliol 13,4 °C. La pluviometria mitjana anual és de 2.619 litres.